# Oreodytes mongolicus
Oreodytes mongolicus là một loài bọ cánh cứng trong họ Bọ nước. Loài này được Brinck miêu tả khoa học năm 1943.